# George Lyttelton, 4. Baron Lyttelton

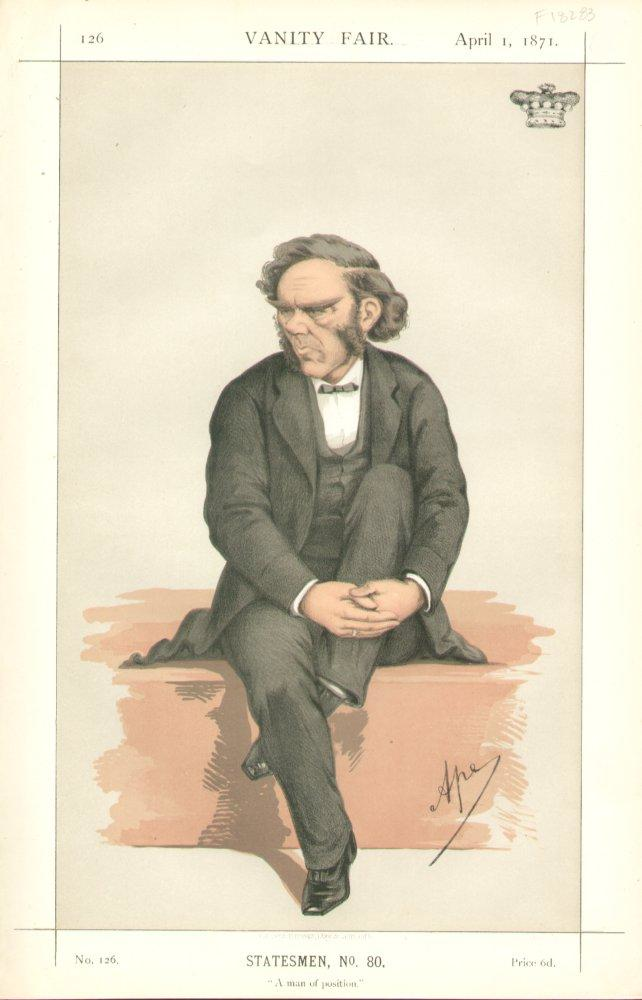
George Lyttelton, 4. Baron Lyttelton

George William Lyttelton, 4. Baron Lyttelton (* 31. März 1817; † 19. April 1876 bei Hagley Hall, Hagley, Worcestershire) war ein britischer Peer und Tory-Politiker.
Er war der älteste Sohn von William Lyttelton, 3. Baron Lyttelton und dessen Gattin Lady Sarah Spencer. Er besuchte das Eton College und studierte am Trinity College der Universität Cambridge. Im Alter von 20 Jahren erbte beim Tod seines Vaters dessen Adelstitel und nahm im darauf folgenden Jahr den damit verbundenen Sitz im House of Lords ein.
1839 wurde Lyttelton Lord Lieutenant von Worcestershire, von Januar bis Juni 1846 war er Unterstaatssekretär im Kriegs- und Kolonialministerium unter Gladstone in der Regierung von Sir Robert Peel.
Er gehörte 1861–63 zu der Kommission, welche im Auftrag des Parlaments den Zustand der englischen Volksschulen zu untersuchen hatte, und war 1869–74 Chief Commissioner der Endowed Schools.
Lyttelton war eins der hervorragendsten Mitglieder der hochkirchlichen Partei des Oberhauses und nahm insbesondere an kolonialen Fragen lebhaften Anteil. Ihm verdankt die von der Church of England besiedelte Musterkolonie Canterbury auf Neuseeland ihr Entstehen, deren Hauptstadt ihm zu Ehren Lyttelton genannt wurde.
Er veröffentlichte Ephemera (1864–72, zwei Serien), Vorlesungen, Adressen, Übersetzungen etc. enthaltend.
Lyttelton war in erster Ehe mit einer Schwägerin von Gladstone verheiratet, mit der er 12 Kinder hatte, darunter den bekannten Fußballer und Cricketspieler Alfred Lyttelton. Eine Tochter heiratete Lord Frederick Cavendish. Nach dem Tod seiner Frau heiratete er ein zweites Mal; aus dieser Ehe entstammen drei weitere Töchter.
Lyttelton beging am 19. April 1876 Suizid. Titelerbe war sein ältester Sohn Charles, der 1889 zudem den Titel eines Viscount Cobham von einem entfernteren Verwandten erbte.